# Парадовский, Александр Феликсович
Александр Феликсович Парадовский (11 ноября 1867, Санкт-Петербург, Российская империя — 25 октября 1918, Красноярск, Российская Советская Республика) — Участник гражданской войны. Инженер-технолог, директор Красноярского железнодорожного училища, красногвардеец, комиссар железной дороги, член Красноярского Совета рабочих и солдатских депутатов.

## Биография
Настоящая фамилия — Порадовский, буква «о» в первом слоге была ошибочно заменена на «а» уже в советское время. Родился в Санкт-Петербурге 11 ноября 1867 года. В 1897 г., окончил Санкт-Петербургский технологический институт, получил специальность инженера-технолога. В 1907 г. возглавил железнодорожное техническое училище Красноярска.
В 1913 году Порадовский был принят в Союз Сибирских инженеров, имел чин статского советника. Никогда не скрывал, что поддерживает социал-демократов. В апреле 1917 г. предоставил помещение училища для проведения Общесибирской конференции социал-демократов, в августе 1917 г. в училище прошла Среднесибирская областная конференция большевиков.
По инициативе Парадовского в железнодорожном техническом училище было отменено преподавание Закона Божьего, таким образом, училище стало первым учебным заведением Красноярска, где был отменен данный предмет. Этот факт вызвал протесты со стороны консервативно настроенных педагогов и накануне Октябрьской революции Порадовский был уволен с должности директора училища.
Вскоре он вступил в партию большевиков, пообещав, что «…все свои знания, весь опыт моей жизни я отдам за дело пролетариата». Прекратив преподавательскую работу, Порадовский перешёл в технический отдел Главных железнодорожных мастерских, стал организатором профсоюза металлистов в Красноярске.
Весной 1918 г. Порадовский становится комиссаром железной дороги и начинает формировать отряды красногвардейцев. 25 мая в Мариинске восстали чехословаки, которые при поддержке белого подполья с двух сторон стали продвигаться к Красноярску. 17 июня по приказу Порадовского, чтобы остановить наступление белочехов на губернский центр, начались взрывы железнодорожных мостов и средств связи.
18 июня 1918 года Енисейский губисполком эвакуировался из Красноярска по Енисею. На последнем пароходе, прикрывая отступление советских служащих, вместе с Адой Лебедевой и Григорием Вейнбаумом, Порадовский покинул Красноярск. В районе Туруханска красноярские большевики были взяты в плен белогвардейцами и возвращены в Красноярск.
25 октября 1918 г. за «действия, направленные против легионеров Чехословацкого корпуса» по приговору чехословацкого военно-полевого суда при эшелоне № 49 был расстрелян белочехами на станции Красноярск вместе с Г. С. Вейнбаумом, Я. Ф. Дубровинским, И. И. Белопольским и В. Н. Яковлевым.
Тело Парадовского после казни не было найдено, его могила не установлена.

## Интересные факты
До Первой мировой войны Александр Феликсович единственным из красноярцев был обладателем мотоцикла.

## Память
В честь Парадовского названа улица в Красноярске.